# Gloucester-foki csata
A Gloucester-foki csata a második világháború csendes-óceáni hadszínterének egyik ütközete volt a japánok és az amerikai–ausztrál szövetséges csapatok között 1943 decembere és 1944 áprilisa között a Pápua Új-Guineához tartozó Új-Britannia szigetén. A katonai manőver a Dexterity hadművelet (Ügyesség hadművelet) része volt.

## A partraszállás célja
A szövetségesek elsődleges célja az volt, hogy elfoglalják és kibővítsék a Gloucester-foki japán katonai repülőteret. A létesítmény használatával ugyanis fokozhatták a rabauli japán bázis elleni támadásokat, valamint biztosíthatták a hajók áthaladását a szigetet Új-Guineától elválasztó szoroson.

## A japánok
A szigetet Macuda Ivao vezérőrnagy 10 500 katonája védte, főhadiszállásuk a repülőtértől nagyjából nyolc kilométerre, Kalingiben volt. Mivel az alakulatok a teljes szigetet védték, csak 7500-an voltak a Glouchester-fok közelében. Macuda katonai szállítási szakértő volt, mindazonáltal korábban egy gyalogosezredet irányított Mandzsúriában. A vezérőrnagy 1943 februárjában érkezett a szigetre. Tekintettel a sziget földrajzára, úgy gondolta, hogy az amerikaiak nem kockáztatják meg a partraszállást Új-Britannia nyugati részén, mivel a partok szűkek, mögöttük pedig mocsaras őserdő van. A japán védők szűkében voltak az ellátmánynak, mivel az amerikaiak elvágtak minden utánpótlási vonalat, és a repülők folyamatosan támadták a szigetet.

## Elterelő hadművelet
A Gloucester-foki partraszállást támogató hadműveletek 1943. december 15-én kezdődtek, amikor amerikai egységek Arawénál, a Mercus-foknál partra szálltak, hogy megakadályozzák a japán erősítés és ellátmány kelet-nyugati irányú mozgatását. Az akció másik célja az volt, hogy japán erőket vonjon el a fő partraszállás leendő helyszínéről.
A szövetséges légierő egyaránt támadta Rabault, Kavienget és a Gloucester-fokot. Mivel a japánoknak nem volt elég felderítő repülőgépük, nem tudták megfelelően követni az amerikai hajókat. A kevés információ birtokában úgy gondolták, hogy az Arawénál kialakított hídfőállás felé tartanak, ezért a rendelkezésükre álló légierőt oda összpontosították.

## Partraszállás
A fő hadművelet december 26-án amerikai és ausztrál haditengerészeti tüzérségi zárótűzzel és légi támadásokkal kezdődött reggel 6 órakor. A tűz másfél órán át tartott. Az akcióban a Mariana-szigetekről érkező B–24 Liberator nehézbombázók, B–25 Mitchell közepes bombázók, illetve Douglas A–20 Havoc könnyűbombázók vettek részt. Az egyik bombázó eltalálta a repülőtér egyik üzemanyagraktárát, amelynek nyomán hatalmas tüzes gejzír szökött fel. Az utolsó repülők füstbombákat dobtak le, hogy azok védelmében kezdődhessen meg a partraszállás. Az A–20-asok addig lőtték mélyrepüléseben a partot, amíg a kétéltűek 500 méterre nem értek a szárazföldhöz.

### Sárga part

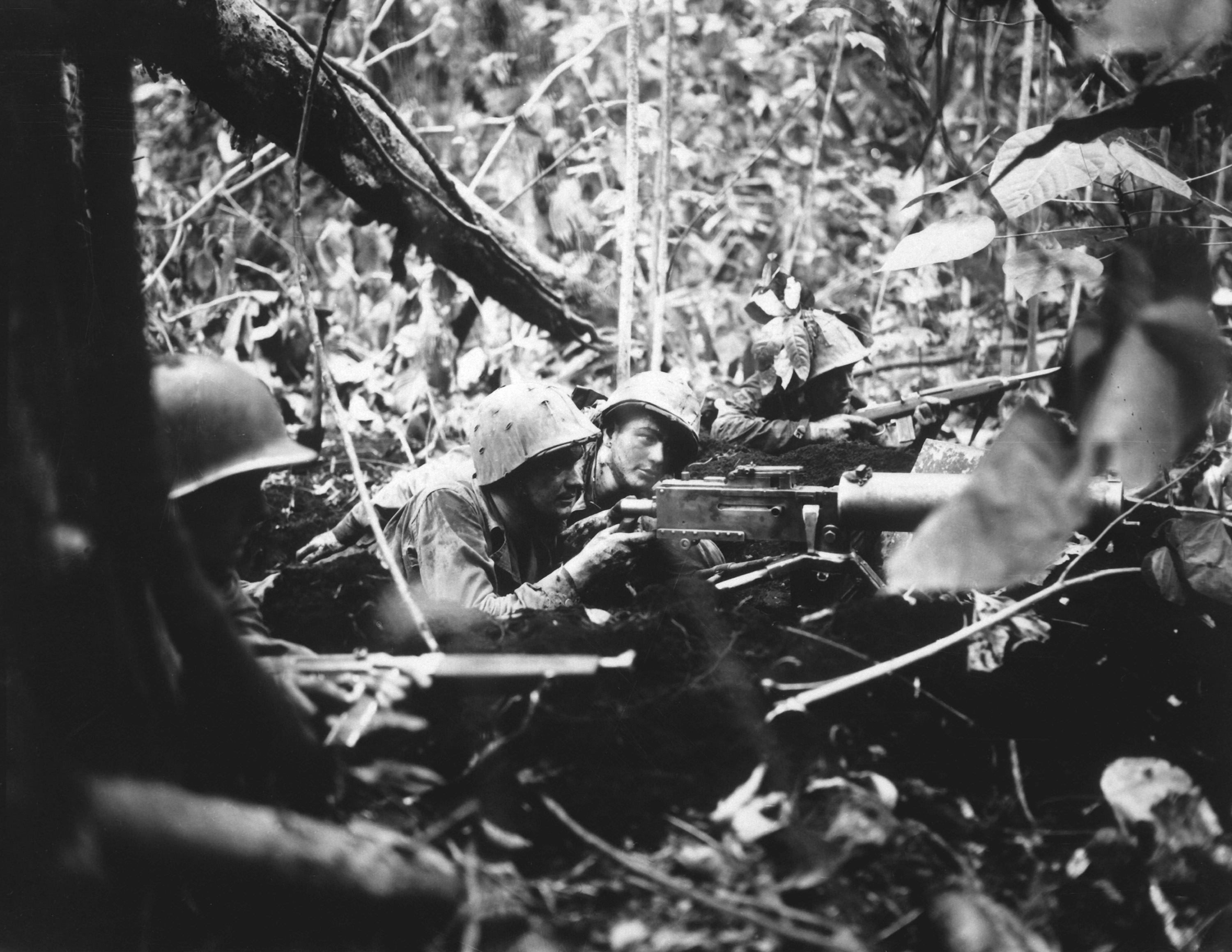
Géppuskás egység az őserdőben

A vízi és légi támadás után William H. Rupertus vezérőrnagy vezetésével 8.05-kor partra szállt az amerikai első tengerészgyalogos hadosztály első egysége a sziget északnyugati partszakaszán, amelyet Sárga 1, Sárga 2 és Zöld zónákra osztottak. A mesterséges ködöt a szél a tenger felé sodorta, ezért sok kétéltű eltévedt, és rossz helyen rakta ki rakományát. A kétéltű járművekkel partra szálló katonákat 115 milliméteres rakétákkal felszerelt úszó egységek kísérték a széleken, amelyek egyrészt tájékozódási pontként szolgáltak, másrészt közvetlen közelről lőtték a partot.
A katonákat nagyon keskeny, mindössze néhány méteres partszakasz fogadta. A homok után azonnal kezdődött a dzsungel, és kevéssel beljebb már mocsaras volt a talaj. Szervezett japán védekezés nem volt. A mocsárban csak nagyon lassan lehetett haladni, a sár gyakran derékig, olykor hónaljig ért. Hatalmas fák között haladtak, amelyeknek elrohadt a gyökérzete, és a tüzérségi lövedékek robbanása kimozdította őket a helyükből. Az első amerikai áldozatot is egy kidőlő fa szedte.  A hadműveletek során összesen legalább 25-en haltak meg ilyen balesetben. A nap végére a tengerészgyalogosok egy nagyjából egy kilométer hosszú és 500 méter mély hídfőt építettek ki.
Kora délután a japán légierő támadta a partot. A repülők elsüllyesztették a Brownson rombolót és megrongálták a Shaw-t. A nap végére 13 ezer embert és 7600 tonna hadianyagot raktak partra a kétéltű járművek. Ugyanezen a napon a tengerészgyalogosok sikeresen partra szálltak Taualinál és a Hosszú-szigeten, ahol radarállomást helyeztek üzembe. Éjszaka nagyjából 2500 japán támadt az amerikaiakra a repülőtér felől, de visszaverték őket.

### Zöld part
A Zöld parta érkezett a Stoneface (Kőarc) csoport 1500 embere James M. Masters alezredes vezetésével. Feladatuk a partvonalon haladó ösvény megszállása volt, hogy megakadályozzák a japán erősítés eljutását a Gloucester-fokig. Először december 30-án csaptak össze a japánokkal, amikor azok a nagy esőben, rossz látási viszonyok között megrohanták védelmi vonalukat. Néhányuknak sikerült bejutniuk az amerikai állásokba, de egy ellentámadás visszavetette őket. Hat tengerészgyalogos meghalt, 17 megsebesült. A japánok legalább 89 embert vesztettek. A csatában mutatott hősiességéért Guiseppe Guilano őrmestert a Navy Cross-szal tüntették ki. Az alakulat január 11-én csatlakozott a szárazföldön előretörő hadosztályhoz.

## Előrenyomulás a reptér felé
A következő napokban nagyon rossz idő érkezett, amely nem tette lehetővé a további japán légicsapásokat, de jelentősen megnehezítette a gyalogosok előrenyomulását az amúgy is ázott, mocsaras talajon. Az első hadosztály december 27-én, reggel fél nyolckor elindult a parti út mentén a repülőtér felé. A csapatok csak oszlopban tudtak haladni a keskeny úton, a mocsárban csak kisebb egységek kísérték őket, védve balszárnyukat. A tengerészgyalogosokat Sherman tankok támogatták. Este negyed ötig három mérföldet haladtak előre. A sötétség beállta előtt felfedezték, hogy mintegy ezer méterre tőlük a japánok megerősített állásokba húzódtak.
December 28-án tüzérséggel lőtték a japán állásokat, amelyeket a légierő is támadott. Délben a gyalogság és a harckocsik is megindultak a védők felé. A japán állás eredetileg a partot védte a tenger felől, de alkalmas volt az út blokkolására is: álcázott bunkerekből állt, amelyekben 75 milliméteres harckocsi-elhárító lövegek is voltak. Késő délutánra a tengerészgyalogosok letörték az ellenállást. Rupertus úgy döntött, hogy erősítés megérkezéséig nem indít támadást a reptér ellen, amelyet így december 30-án, kevés ellenállás mellett foglaltak el.

## Keleti előrenyomulás
A hadművelet első szakasza gyorsan, viszonylag kevés áldozattal befejeződött. A gyenge japán ellenállás azonban azt jelentette az amerikaiak számára, hogy a fő erők valahol a közelben állomásoznak. A következő célpont a Borgen-öböl és a felette magasodó hegy volt. A katonáknak két hétbe telt, amíg átvágták magukat az őserdőn, hogy elfoglalják a támadó pozíciót. A tengerészgyalogos műszaki alakulatok utakat, hidakat építettek. A monszun rettentő sok esőt hozott, amelyek teljesen elmosták a parti utat. Január 13-án megindultak a 660-as hegy ellen. Egy szinte függőleges lejtő megmászásával meglepték a japánokat, és másnapra megtisztították a hegyet. Ezt követően a hídfőállás elleni japán támadások száma csökkent. A japánok februárban visszavonultak kelet felé, hogy segítsék Rabaul védelmét.
Az Új-Britannia nyugati részének ellenőrzéséért folytatott harcokban 3100 japán és 248 tengerészgyalogos esett el. Az amerikai sebesültek száma 772 volt.

## A hadműveletek után
A reptéri harcok befejeződése után, kora januárban műszaki alakulatok érkeztek, hogy rendbe hozzák a létesítményt. Munkájukat nehezítette az eső, az őserdő és a felázott, mocsaras talaj. A japán légierő éjszaka többször támadta a repülőteret, ezért két héten át csak nappal tudtak dolgozni az utászok. Két párhuzamos, fémlapokkal burkolt leszállópályát akartak kialakítani, de a hosszabbat soha nem fejezték be. A teljes munka március közepén ért véget. A Gloucester-foki bázis nem lett fontos repülőtér, mivel az onnan induló vadászgépek számára túl távol volt ahhoz, hogy segítsék a Fülöp-szigetek lerohanására készülő csapatokat.

## Galéria

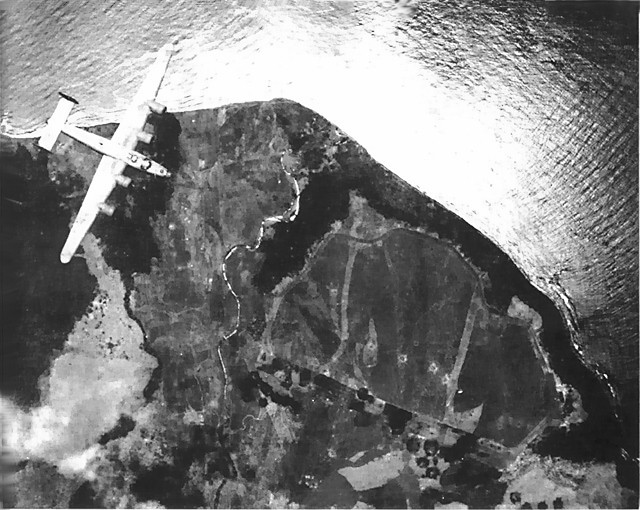
A repülőtér egy Liberatorról
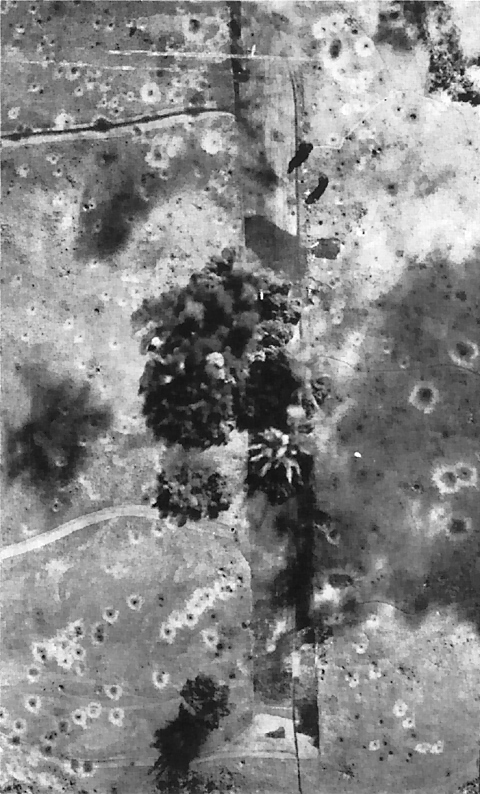
A repülőtér bombázása
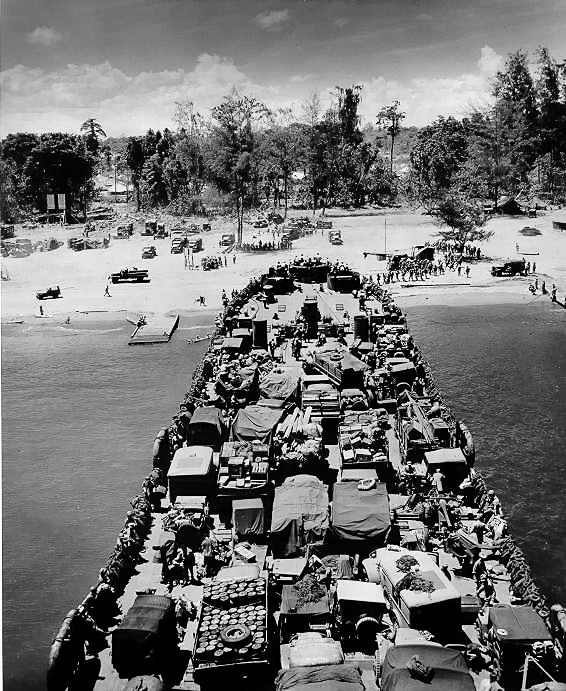
Hadi felszerelés a partnál
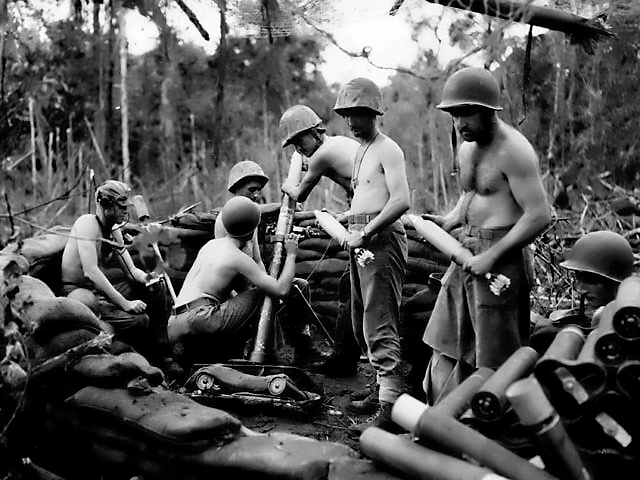
Aknavetősök
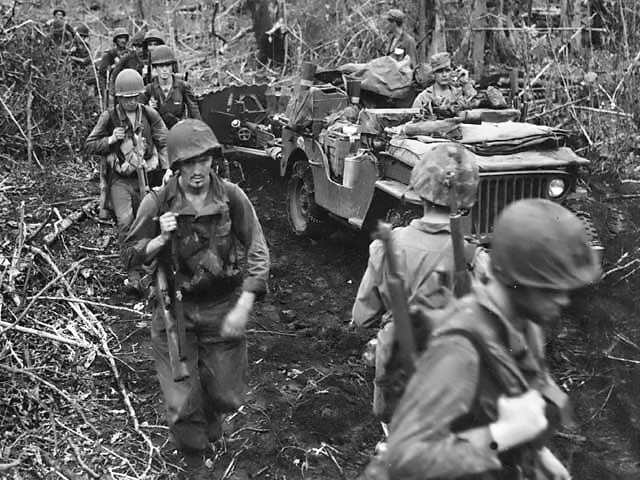
Tengerészgyalogosok a dzsungelben
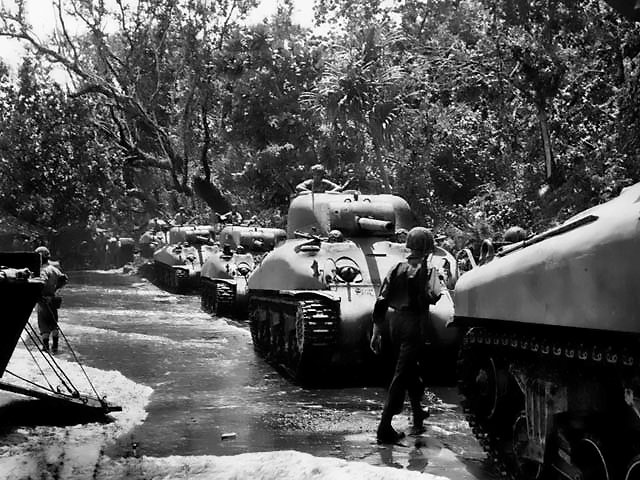
Shermanek a parton